# Assembleia Parlamentar do Conselho da Europa
A Assembleia Parlamentar do Conselho da Europa (APCE) (em inglês:  Parliamentary Assembly of the Council of Europe; sigla PACE) é um dos dois órgãos estatutários do Conselho da Europa, juntamente com o Comité de Ministros (ministros dos Negócios Estrangeiros).
A assembleia é constituída por representantes das forças políticas dos países membros, tanto as que estão no poder como as que estão na oposição. Tendo reunido pela primeira vez em 10 de agosto de 1949, pode ser considerada a mais antiga assembleia parlamentar baseada num tratado internacional com composição pluralista baseada em membros de parlamentos democraticamente eleitos.

## Funções

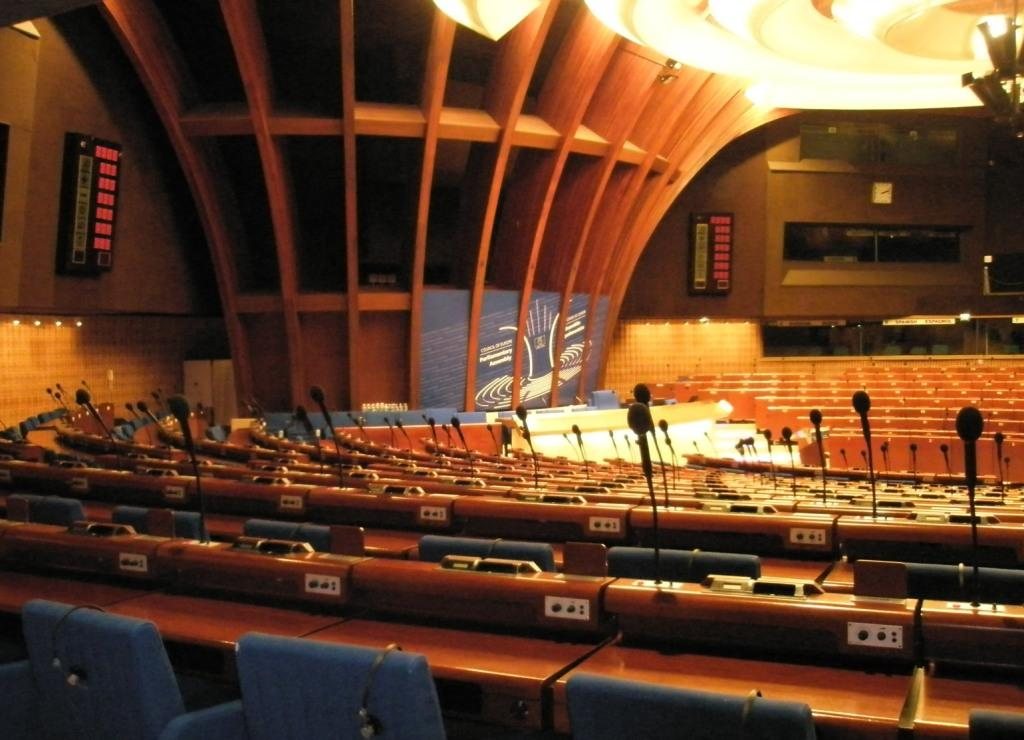
O hemiciclo onde se reúne a Assembleia Parlamentar do Conselho da Europa, no Palácio da Europa, em Estrasburgo, França.

Ao contrário do Parlamento Europeu (uma instituição da União Europeia), o qual foi criado segundo o modelo da APCE e também se reúne em Estrasburgo para as suas sessões plenárias (até 1999 no hemiciclo do PACE), os seus poderes limitam-se a investigar, recomendar e aconselhar. Apesar disso, as suas recomendações em temas como direitos humanos têm um peso significativo no contexto da política externa europeia. O Parlamento Europeu e outras instituições europeias referem-se frequentemente ao trabalho da APCE, especialmente no campo dos direitos humanos, cooperação legal e cooperação cultural.

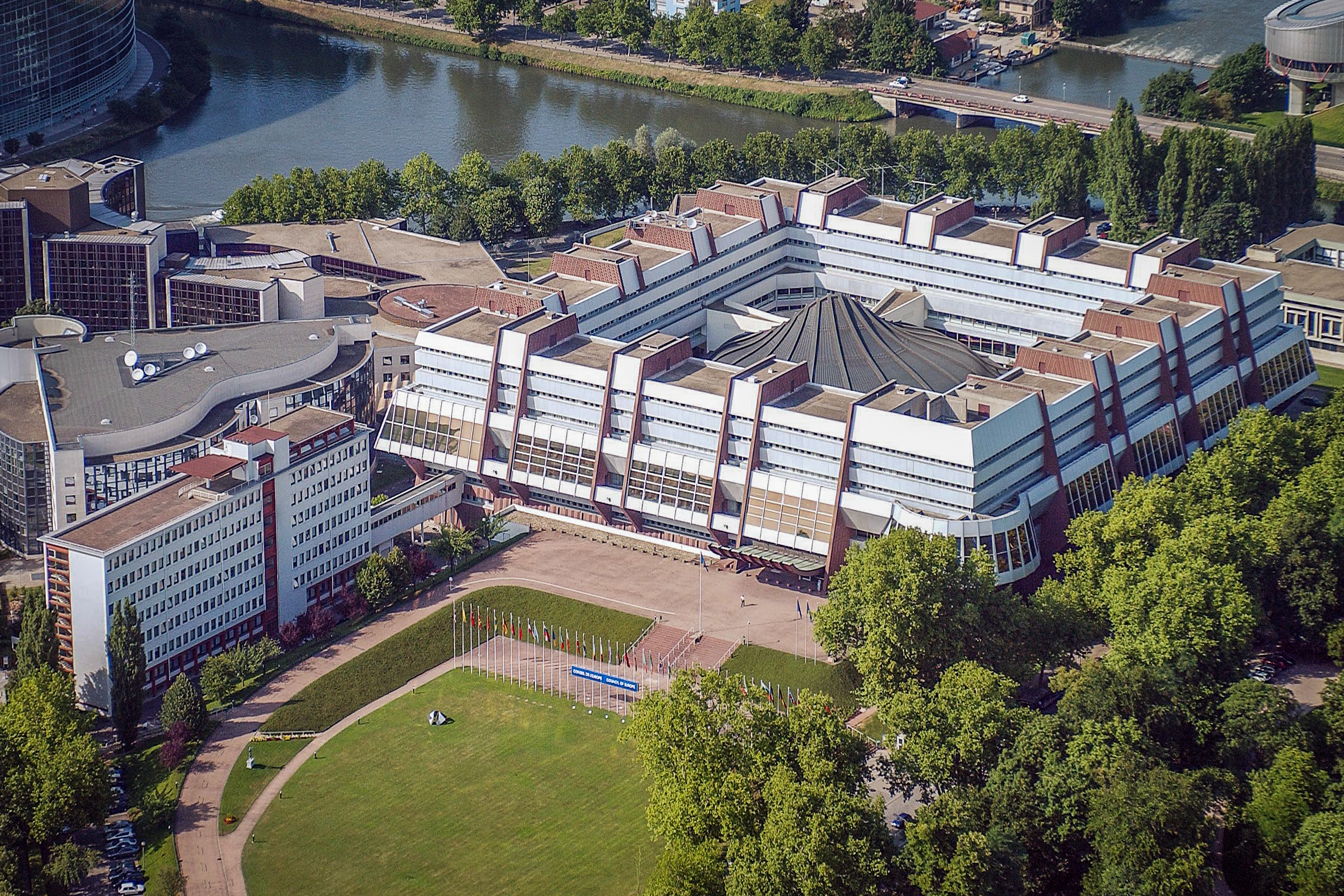
Vista aérea do Palácio da Europa, onde funciona a APCE.

Entre as funções estatutárias importantes da APCE encontram-se a eleição do Secretário-geral do Conselho da Europa, dos juízes do Tribunal Europeu dos Direitos Humanos e dos membros do Comité Europeu para a prevenção da tortura.
Em geral a assembleia reúne-se quatro vezes por ano em Estrasburgo, no Palácio da Europa, durante uma semana. As dez comissões permanentes da assembleia reúnem-se durante todo o ano para preparar relatórios e projetos de resoluções nos respetivos campos de especialidade.
A assembleia determina a sua própria agenda. Discute eventos europeus e internacionais e examina temas que interessam as populações dos países da Europa.  Os temas mais debatidos são os direitos humanos, democracia, proteção de minorias e estado de direito.

## Membros
A assembleia é composta por 612 membros — 306 membros efetivos e 321 suplentes, — os quais são os representantes de cada estado membro. Há ainda 30 delegados do Canadá, Israel e México como observadores. A dimensão de cada país determina o número de representantes e votos, em contraste com o que se passa no Comité de Ministros, em que cada país tem um voto.
Cada estado membro escolhe o método pelo qual são designados os representantes na assembleia. No entanto, eles têm que ser escolhidos entre os membros dos respetivos parlamentos e a composição de cada delegação nacional tem que refletir a distribuição em termos de representatividade nos parlamentos nacionais.

### Composição por país
| País                 | Lugares | Data de adesão |
| -------------------- | ------- | -------------- |
| Albânia              | 4       | 1995           |
| Alemanha             | 18      | 1951           |
| Andorra              | 2       | 1994           |
| Armênia              | 4       | 2001           |
| Áustria              | 6       | 1956           |
| Azerbaijão           | 6       | 2001           |
| Bélgica              | 7       | 1949           |
| Bósnia e Herzegovina | 5       | 2002           |
| Bulgária             | 6       | 1992           |
| Chipre               | 3       | 1961           |
| Croácia              | 5       | 1996           |
| Dinamarca            | 5       | 1949           |
| Eslováquia           | 5       | 1993           |
| Eslovênia            | 3       | 1993           |
| Espanha              | 12      | 1977           |
| Estónia              | 3       | 1993           |
| Finlândia            | 5       | 1989           |
| França               | 18      | 1949           |
| Geórgia              | 5       | 1999           |
| Grécia               | 7       | 1949           |
| Hungria              | 7       | 1990           |
| Irlanda              | 4       | 1949           |
| Islândia             | 3       | 1959           |
| Itália               | 18      | 1949           |
| Letônia              | 3       | 1995           |
| Liechtenstein        | 2       | 1978           |
| Lituânia             | 4       | 1993           |
| Luxemburgo           | 3       | 1949           |
| Macedônia do Norte   | 3       | 1995           |
| Malta                | 3       | 1965           |
| Moldávia             | 5       | 1995           |
| Mónaco               | 2       | 2004           |
| Montenegro           | 3       | 2007           |
| Noruega              | 5       | 1949           |
| Países Baixos        | 7       | 1949           |
| Polónia              | 12      | 1991           |
| Portugal             | 7       | 1976           |
| Reino Unido          | 18      | 1949           |
| Chéquia              | 7       | 1991           |
| Roménia              | 10      | 1993           |
| Rússia               | 18      | 1996           |
| San Marino           | 2       | 1988           |
| Sérvia               | 7       | 2003           |
| Suécia               | 6       | 1949           |
| Suíça                | 6       | 1963           |
| Turquia              | 12      | 1949           |
| Ucrânia              | 12      | 1995           |